# Iryna Kulesza
Iryna Michajłauna Kulesza (biał. Ірына Міхайлаўна Кулеша; ur. 26 czerwca 1986 roku w Brześciu) – białoruska sztangistka.
Reprezentowała Białoruś na Letnich Igrzyskach Olimpijskich w Pekinie (2008), gdzie zajęła 4. miejsce. Taką samą lokatę zajęła na Mistrzostwa Świata w Podnoszeniu Ciężarów w 2010 i 2011 roku. Brąz na Letnich Igrzyskach Olimpijskich w Londynie (2012) był jej pierwszym medalem w międzynarodowych zawodach. Osiągnięty przez nią wynik został nowym rekordem Białorusi. W 2016 roku została pozbawiona brązowego medalu za stosowanie środków niedozwolonych.

## Osiągnięcia
| Rok  | Zawody                      | Miasto | Miejsce | Wynik  |
| ---- | --------------------------- | ------ | ------- | ------ |
| 2012 | Letnie Igrzyska Olimpijskie | Londyn | DSQ     | 269 kg |